# 김덕룡
김덕룡(金德龍, 1941년 4월 6일~)은 대한민국의 학생운동가, 정치인이다. 5선 국회의원으로, 제13·14·15·16·17대 국회의원을 지냈다. 익산 출신이다.

## 주요 이력
그는 서울대학교 총학생회 회장으로 학생운동을 주도하면서 1965년 한일협정에 반대, 6.3 항쟁에 참여하여 투옥당한 후 풀려났지만, 박정희 집권기간 중 4번 수감당하였다. 1970년 신민당 총재 김영삼의 보좌관으로 정계에 입문하여 그뒤 야당 정치인으로 활동하였다. 1988년 13대 국회의원에 당선되어 14,15,16,17대 국회의원에 연임되어 5선 국회의원을 지냈다. 1990년 김영삼이 3당 합당에 참여하자 그를 따라 민주자유당에 참여하여 신한국당과 한나라당에서 활동했다. 신민당과 통일민주당 등 야당활동 당시 김동영, 서석재, 최형우 등과 더불어 김영삼 전임 총재의 측근으로 활약하였다.
1993년 문민정부 출범 이후 김영삼을 측근에서 보좌하였고 1993년과 1996년에는 정무제1장관으로 활동하였고, 이명박의 실용정부 때에는 대통령 특별보좌관(장관급)을 지냈다. 영문 이니셜로 "DR"이라는 약칭이 있는 것으로 유명하다.

## 인물과 경력

### 생애 초반

#### 출생과 수학
김덕룡은 전북 익산군에서 태어나 1957년 이리시 남성중학교를 졸업하고 그해 경복고등학교에 입학하였다. 1960년 2월 경복고등학교를 졸업, 같은 해 서울대학교 문리과대학 사회학과에 입학하였다. 이후 서울대학교 문리과대학 총학생회 회장에 선출되었고 이어 서울대학교 전교 총학생회장에 선출되었다.
그러나 1964년의 한일굴욕외교에 반대하여 6·3 사태에 참여, 결국 서울대학교를 중퇴하게 된다.

#### 6.3 사태 전후
1964년 6월 박정희 정권의 한일 국교 정상화에 반대하면서 대일굴욕외교 반대운동인 1965년 6월 3일의 〈6.3 항쟁〉에 참여하여 '대일굴욕외교반대 서울대투쟁위원장'을 맡았다. 1964년 3월 정부는 3월 5일 정부와 여당 연석회의를 열고 3월 10일부터 농상회담, 12일부터 본회담, 4월에 외상회담을 개최한다는 한일 협상 스케줄을 발표하였다. 3월 6일 민정, 민주, 자민, 국민의 당 등 재야의 전 야당과 사회, 종교, 문화단체 대표 등 저명 인사 200명이 주축이 되어 대일굴욕외교반대 범국민 투쟁위원회를 결성하였다. 3월 9일 서울 종로예식장에서는 각계 정치인, 재야 인사 등이 모여 구국선언을 채택하고 반대투쟁에 전심전력으로 총궐기할 것을 다짐했다. 대일굴욕외교투쟁위 의장의 책임을 맡은 윤보선은 구국선언문을 낭독하였다. 장택상은 한일회담을 한·일 합방에 비유하였다. 장택상은 한·일 합방은 저들의 뜻대로 될 리가 없다. 고 비판하였다.
5월 30일 서울대학교 문리대생들이 교정에서 자유쟁취궐기대회를 열어 한일회담 성토와 박정희 정권 성토식을 한 다음 단식 농성에 들어갔다. 이는 6.3사태의 직접적인 계기가 되었다. 학생회장인 김덕룡]은 '오늘의 단식투쟁은 내일의 피의 투쟁이 될 지도 모른다'는 선언문을 낭독하고 단식농성에 들어갔다.
윤보선은 서울대 문리과 학생회장 김덕룡의 선언문을 비장한 선언문 이라며 예찬하였다. 시간이 흐를수록 단식농성에 참여하는 학생들 수가 점점 늘어갔다. 무저항적인 학생들의 농성 현장에는 교수들과 시민들이 줄을 이어 찾아와 그들을 격려하고 먹을 것을 놓고 갔다. 윤보선과 함석헌은 함께 농성현장을 찾아갔다. 윤보선은 이를 두고 정치적인 목적이라기 보다는 차라리 자식 같은 학생들의 애처로움을 위로해 주기 위한 마음이 더 컸던 것이다 라고 하였다.
그 뒤 계엄령이 선포되고 학생회 간부들이 검거되면서 김덕룡도 〈6.3 항쟁〉을 주도한 혐의로 투옥당하였다. 김덕룡이 투옥된 후 그는 서울대학교에서 제적되었으며 이로 인해 서울대학교 사회학과를 3년 수료하고 중퇴하게 되었다.

### 정치 활동

#### 정계 입문 초기
한·일 국교정상화 반대시위를 함께 하면서 이명박 등과도 교류하였다. 당시 고려대 상대 학생회장이었던 이명박과 인연을 맺고 '6.3동지회' 모임을 조직하고 활동했다. 나중에 미국 포틀랜드주립대학교에서 명예인문학박사 학위를 수여받았다.
1970년에는 신민당 국회의원 김영삼의 비서로 발탁, 정계에 입문하였다. 김영삼의 비서로 정계에 입문한 그는 일명 "YS의 분신"이라는 애칭이 유명할 정도로 김영삼과의 오랫동안 측근으로 지내기도 하였다. 이후 김영삼이 신민당 총재가 되면서 김영삼 신민당 총재 비서실장을 지냈다.

#### 야당 정치인 생활

##### 유신 시절
그는 김영삼의 비서관이자 측근으로 활동하였다. 1972년 이후 박정희(朴正熙)에 의해 10월 유신 체제가 구축되면서 유신 정권하에서 세 차례 투옥되었으며, 1979년 9월 YH무역 여공들의 신민당사 농성 사건과 관련하여 당사에서 농성중인 YH 무역 여공들과 함께 강제로 끌려나가진 뒤, 박정희 정부가 긴급조치 9호를 발동하면서 그는 긴급조치 위반으로 구속당하였다. 그 뒤 옥중에서 유신정권의 종말을 겪었다. 한편 그는 감옥 생활이 편했다며 여유를 보이기도 했다.
1979년 10.26 사태로 유신체제가 종말한 뒤 1980년 11월 24일 정치활동 금지가 확정된 567명 중에 한 사람이 되어 정치활동을 금지당하였다. 나중에 세 차례나 해금조치가 있었지만 전두환은 3김씨를 포함해 이후락 전 대통령비서실장, 오치성 전 내무부 장관, 이용희 전 국회부의장, 김상현·김명윤 구 신민당 의원, 김덕룡 민추협 운영위원(YS 비서실장) 등 14명은 정치 활동을 못 하도록 묶어놓았다.

##### 5공 시절
김영삼이 전두환에 의해 강제로 정계에서 은퇴당한 이후에도 많은 사람들이 김영삼의 곁을 떠났지만 그는 김영삼의 곁을 떠나지 않고 그를 보좌하였다. 1983년 김영삼이 단식을 하자 그의 단식기간 중 옆에서 병석에 누운 김영삼을 돌보기도 했다.
1984년 민주화추진협의회 기획조정실장을 맡으면서 민주화추진협의회(민추협)와 신민당에서 김영삼을 측근에서 모셨지만 정치활동은 할 수 없었다. 또한 그는 민주산악회 등에도 참여하여 활동하였다.
1987년 사면 복권되기 전까지 제도권 정치활동은 못했지만 YS의 곁에서 스티븐스 당시 정무팀장을 자주 찾아가 만났다. 1987년 김영삼, 김대중과 함께 마지막으로 정치활동 규제에서 해제되었고, 1988년 13대 국회의원 선거에서 서울 서초을에서 당선되어 국회에 입성한다. 그 후 서울 서초구에서 5선 국회의원으로 명성을 떨친다. 그 뒤 민주당 총재특보를 지냈고 1990년 1월 민주정의당, 통일민주당, 신민주공화당 등 3당이 통합하여 민주자유당을 창당하는데 가담했다. 노무현 등 일부 김영삼의 측근들은 반발했지만 그는 김영삼의 선택을 따랐고, 그를 따라 민자당에 입당하였다.
김영삼의 왼팔과 오른팔이라 불리던 최형우와 김동영은 두 측근 중 1990년 그가 국회에 입성하고 3년 만에 김동영이 사망하자 이로써 김덕룡 의원은 최형우 의원과 함께 김영삼의 측근으로 활동했다. 그러나 1997년 최형우 전 의원이 뇌졸중으로 쓰러져 어쩔 수 없이 정계를 은퇴하면서 그는 김영삼의 직속 후계자로 거론되기도 했다. 그러나 이회창 계열과 당내 보수 세력의 견제를 받아 그는 끝내 대선 후계자로 지명되지 못한다.

#### 여,야 정치 활동
한편 그는 국군보안사령부의 사찰대상 중 한사람이 되어 노태우 정부로부터 감시당하였는데, 1990년 10월 4일 오후6시40분쯤 외국어대 재학 중 민학투련 출신이었던, 탈영병 윤석양 이병의 폭로에 의해 밝혀졌다. 윤석양은 탈영후 서울시 연지동 기독교회관 7층 한국기독교교회협의회 인권위원회 사무실에서 「양심선언」을 통해 탈영당시 보안사에서 갖고나온 동향파악대상자 개인색인표 신상철,이들 내용이 입력된 컴퓨터디스킷을 공개했다.
1992년 당시에는 김영삼의 선거 캠프에서 활동하였다. 1992년 12월 김영삼이 제14대 대통령 선거에서 당선된 후 문민정부에서 정무1장관, 1993년 정무장관, 1995년 민주자유당 사무총장 등 요직을 두루 지냈다. 1996년 다시 정무장관으로 입각하였다. 1993년 세계한인상공인총연합회 이사장에 선출되고, 1994년 민주자유당 서울특별시지부장을 맡아보았다. 또, 1995년에는 민주자유당 사무총장으로 임명되었으나 지방선거 참패로 물러났다. 1997년 신한국당 15대 대통령 후보 경선에 출마하였으나 민주계의 단합된 지원을 얻지 못하고 4위에 그쳤다.
1998년 이회창 전 총재가 한나라당의 당권을 잡고 민정당계가 유리해졌으나 그는 한나라당 안에서 민주계를 지켜왔고 1998년 한나라당 부총재가 되어 2년동안 부총재직을 지냈다.

#### 기타 활동
1995년에는 국회과학기술연구회 회장으로 위촉되어 2002년까지 맡기도 했다. 1998년부터 2006년 3월까지는 매헌 윤봉길의사 기념사업회 회장이었고, 1997년 21세기 국가경영연구회의 창립에 참여하고 회장에 선출되었다. 1999년 한나라당 당내 조직인 뉴밀레니엄위원회 위원장이 되었으며, 1999년에는 국회 대중문화&미디어특별연구회가 조직되어 회장으로 위촉되었다. 2000년부터 2002년까지는 한국 화훼협회 회장에 위촉되었다.
2001년 한양대학교 행정대학원 겸임교수로 출강하였고, 그해 한국인터넷PC문화협회 명예회장에 선임되었다. 2002년 한나라당 대통령선거대책본부 공동의장에 선출되고, 2002년 민주화추진협의회 공동회장에 임명되었다. 2002년에는 평화와 번영을 위한 세계한민족공동체재단 총재에 선임되었다.

#### 노무현 정부 시절
2004년 한나라당 원내대표로 선출되었으나, 2005년 행정도시 특별법 통과의 책임을 지고 사퇴했다. 2006년 지방 선거에서 구청장 공천 청탁 명목으로 돈을 받은 혐의(공직선거법 위반)로 부인이 징역 1년의 실형과 추징금 2000만원을 선고받았다. 그 후 민화협 공동상임의장,상임고문에 추대되었다. 2005년 한, 중의원외교협의회 회장, 민족화해협력범국민협의회 상임의장 등을 역임하고 2006년 3월부터는 한국경영,기술컨설턴트협회 회장에 선임되었다. 그러나 2006년 지방선거 때 부인의 공천 비리 파문에 휘말려 정계 은퇴까지 검토했다가 도로 복귀했다.
2007년 한나라당 대통령 후보 경선에서 45년간 인간관계를 맺어온 이명박에 대한 지지를 선언하며 박희태 한나라당 대표위원과 함께 이명박 대선 후보자의 공동 선거대책위원장을 맡았다. 18대 대선에서는 이명박을 공개지지하고 활동하였으나, 2007년 11월 이회창에게 한나라당은 이회창을 위해 만든 당이니 돌아와달라는 부탁을 하기도 했다. 서울 서초의 공천이 유력시되었으나 변호사 출신의 고승덕이 경쟁자로 떠오르면서 2008년 제18대 국회의원 총선거를 앞두고 서울 서초을에서 한나라당 공천에서 탈락하였다. 공천탈락 후 김덕룡은 충격을 받았지만 민주화 운동 경력으로 네 차례 투옥된 바 있는 호남 출신 중진(5선) 정치인이라는 경력 때문에 공천 탈락 이후에도 국무총리, 대통령실장, 평통수석부의장, 대통령 정무특보 등에 여러번 추천되기도 했다.

### 이명박 정부 이후
2008년 3월 한나라당 중앙선거대책위원회 위원장이 됐고 같은해 7월 7일, 대통령실 국민통합특별보좌관에 임명되었다. 민주평통 수석부의장에는 유력하게 거론됐으나 이명박 대통령의 국민통합특보에 임명되면서 이기택 해외한민족교육진흥회 이사장 수석부위장이 됐다. 그해 4월의 국회의원 공천에서 낙천하였으나 그는 서운해하지 않고 다시 정계로 복귀하였다. 이명박은 그를 대통령 국민통합특별보좌관에 기용하였다.
2009년 1월 KBO총재 예비후보자로 거론되기도 했다. 2009년 3월 19일 8명의 민화협 상임의장의 특별 호선으로 민족화해협력범국민협의회(민화협) 대표 상임의장에 당선되었다
기타 사회 활동으로는 세계한인상공인단체총연합회 이사장, 6.3동지회 회장, 민주화추진협의회 공동회장 등을 지냈다.
2009년 12월 8일 부경대학교 대연캠퍼스로부터 한국정치 발전에 기여한 공로로 부경대학교 명예정치학 박사 학위를 수여받았다.
18대 대통령 선거에서 문재인 후보를 지지하였다. 이후 19대 대통령 선거에서 문재인 후보 측의 거듭된 요청을 받고 대선 캠프에 '하나되는대한민국위원회'상임위원장으로 합류했다.
2017년 6월 25일 문재인 정부의 민주평화통일자문회의 수석부의장으로 내정되었다.

## 에피소드
- 그가 투옥된 동안 그의 아들이 "아빠 어디 갔어?"라고 그의 아내에게 물어보자 아내는 아들에게 "아빠는 외국에 출장갔단다"라고 둘러댔다고 한다. 석방된 뒤 김덕룡은 아내에게 이야기를 들은 뒤 외국출장인 것처럼 속이기 위해 시내의 백화점에서 장난감을 사들고 집에 들어갔다고 한다.

- 17대 국회 개원 이후 한나라당의 원내대표로서 열린우리당의 국가보안법 폐지안을 저지하기 위해서 동분서주하는 이미지가 젊은이들의 눈에 선하나, 그가 초선 국회의원이던 1989년에는 "국가보안법 폐지"를 강력하게 주장했고, 2001년도만 하더라도 국가보안법 현행유지가 당론인 한나라당의 부총재 신분임에도 불구하고 당시 집권 여당인 새천년민주당의 국가보안법 전면개정안에 대해서 찬성표를 던졌다고 한다.

## 김덕룡을 연기한 배우
- 제5공화국(2005년) - 정명환

## 기타

### 저서
- 새벽을 열며
- 열린세상 열린정치
- 머리가 하얀 남자
- 우리, 멋진 야당 한번 해봅시다
- 선명한 야당, 젊고 활기찬 민주정당

### 학위
- 서울대학교 문리과대학 사회학과 중퇴
- 미국 포틀랜드 주립대학교 대학원 명예인문학박사
- 부경대학교 대학원 명예정치학박사(2009. 12)

## 같이 보기
| - 김영삼 - 이명박 - 신민당 - 민주산악회 - 통일민주당 - 민주자유당 - 김동영 - 서석재 - 제정구 - 김문수 - 최형우 - 신한국당 - 강삼재 - 이원창 - 박계동 - 이회창 | - 한나라당 - 민주산악회 - 민주화회복협의회 - 이명박 정부 - 강재섭 - 김무성 - 김광일 - 김기섭 - 김현철 - 남경필 - 문익환 - 박희태 - 배일도 - 심재철 - 원희룡 - 이재오 | - 노태우 - 박정희 - 배일도 - 박계동 - 이기택 - 이중재 - 전두환 - 문정수 - 노무현 - 윤보선 - 장면 - 윤봉길 - 황병태 - 서초구 을 - 서울 서초구의 국회의원 - 대한민국의 특임장관 - 대한민국의 민주평화통일자문회의 수석부의장 |

## 역대 선거 결과
|  | 34.57% |

|  | 31.90% |

|  | 44.68% |

|  | 52.94% |

|  | 54.23% |

## 소속 정당
| 소속 정당 | 소속 정당      | 소속 기간 | 비고                |
| --------- | -------------- | --------- | ------------------- |
|           | 신민당         | 1970~1980 | 정계 입문           |
|           | 무소속         | 1980~1987 | 정당 해산 정계 은퇴 |
|           | 신한민주당     | 1987      | 입당 정계 복귀      |
|           | 무소속         | 1987      | 탈당                |
|           | 통일민주당     | 1987~1990 | 창당                |
|           | 민주자유당     | 1990~1995 | 합당                |
|           | 신한국당       | 1995~1997 | 당명 변경           |
|           | 한나라당       | 1997~2012 | 합당                |
|           | 새누리당       | 2012      | 당명 변경           |
|           | 무소속         | 2012      | 탈당                |
|           | 민주통합당     | 2012~2013 | 입당                |
|           | 민주당         | 2013~2014 | 당명 변경           |
|           | 새정치민주연합 | 2014~2015 | 합당                |
|           | 더불어민주당   | 2015~2019 | 당명 변경           |
|           | 무소속         | 2019~현재 | 탈당 정계 은퇴      |